# Lady Godiva (film 1955)
Lady Godiva (Lady Godiva of Coventry) è un film del 1955, diretto da Arthur Lubin.

## Trama
In un'Inghilterra dell'XI secolo tra una serie di battaglie tra sassoni e normanni, la coraggiosa sassone Lady Godiva, moglie di Lord Lefric, viene accusata di adulterio dal conte Instas al cospetto del re Edoardo.
La punizione è cavalcare nuda attraverso Coventry, ma nessuno oserà guardarla.